# Terraplistes
Terraplistes is een geslacht van rechtvleugeligen uit de familie Mogoplistidae. De wetenschappelijke naam van dit geslacht is voor het eerst geldig gepubliceerd in 2006 door Ingrisch.

## Soorten
Het geslacht Terraplistes omvat de volgende soorten:
- Terraplistes brevicauda Ingrisch, 2006
- Terraplistes chantri Ingrisch, 2006
- Terraplistes erawan Ingrisch, 2006
- Terraplistes excisa Ingrisch, 2006
- Terraplistes kradung Ingrisch, 2006
- Terraplistes niger Ingrisch, 1987